# Liolaemus morenoi
Liolaemus morenoi är en ödleart som beskrevs av  Richard Etheridge och CHRISTIE 2003. Liolaemus morenoi ingår i släktet Liolaemus och familjen Tropiduridae. Inga underarter finns listade i Catalogue of Life.